# Journalistes et collaborateurs de l'AFP morts dans l'exercice de leurs fonctions
Plusieurs journalistes, reporters-photographes et collaborateurs de l’AFP sont morts dans l’exercice de leurs fonctions depuis la création de cette agence de presse en 1944.
En 2020, une Journée internationale de la fin de l’impunité pour les crimes commis contre des journalistes a été créée par les Nations unies.

## Biographies sommaires
Mise à jour le 30 mars 2025.

### Maximilien Philonenko –27 juillet 1950(Corée)
Ancien de l’agence Havas, Maximilien Philonenko arrive en juillet 1950 à Tokyo pour remplacer Maurice Chanteloup, envoyé spécial à Séoul, qui vient d’être fait prisonnier par les troupes nord-coréennes. Le 27 juillet 1950, avec trois autres correspondants, Philonenko part survoler le front en avion. L’appareil s’abîme en mer du Japon peu de temps après le décollage. Il n’y a pas de survivant,.

### Jean-Marie de Prémonville –11 février 1951(Corée)
Résistant pendant l’Occupation, emprisonné puis déporté au camp de concentration de Dachau, Jean-Marie de Prémonville, 32 ans, travaille à Paris-Match avant d’être embauché à l’AFP. En 1951, il est envoyé en Corée après la mort de Maximilien Philonenko. Le 11 février 1951, au cours de sa dernière mission, alors qu’il accompagne des Rangers américains qui relèvent un bataillon français à l’est de Séoul, il est tué de trois balles, dont une en plein cœur.

### Paul Leslie Guihard –30 septembre 1962(États-Unis)
Paul Guihard, 31 ans, qui travaille au bureau de New York, est envoyé en septembre 1962 dans le Mississippi pour couvrir la tension qui règne à l’université d’État à Oxford. Le 30 septembre 1962, avec le photographe Sammy Schulman il arrive sur le campus d’Ole Miss où une émeute a éclaté. Dans la nuit, un tireur isolé ouvre le feu. Paul Guihard est abattu d’une balle en plein cœur.

### Alain Saint-Paul –6 décembre 1969(Vietnam)
Adjoint au chef du bureau de l’AFP à Saïgon, Alain Saint-Paul, 28 ans, est en reportage le 6 décembre 1969, sur un piton âprement contesté près de la frontière cambodgienne au cours de la guerre du Vietnam, quand il est tué par un éclat de roquette.

### Marc Filloux –10 avril 1974(Laos/Cambodge)

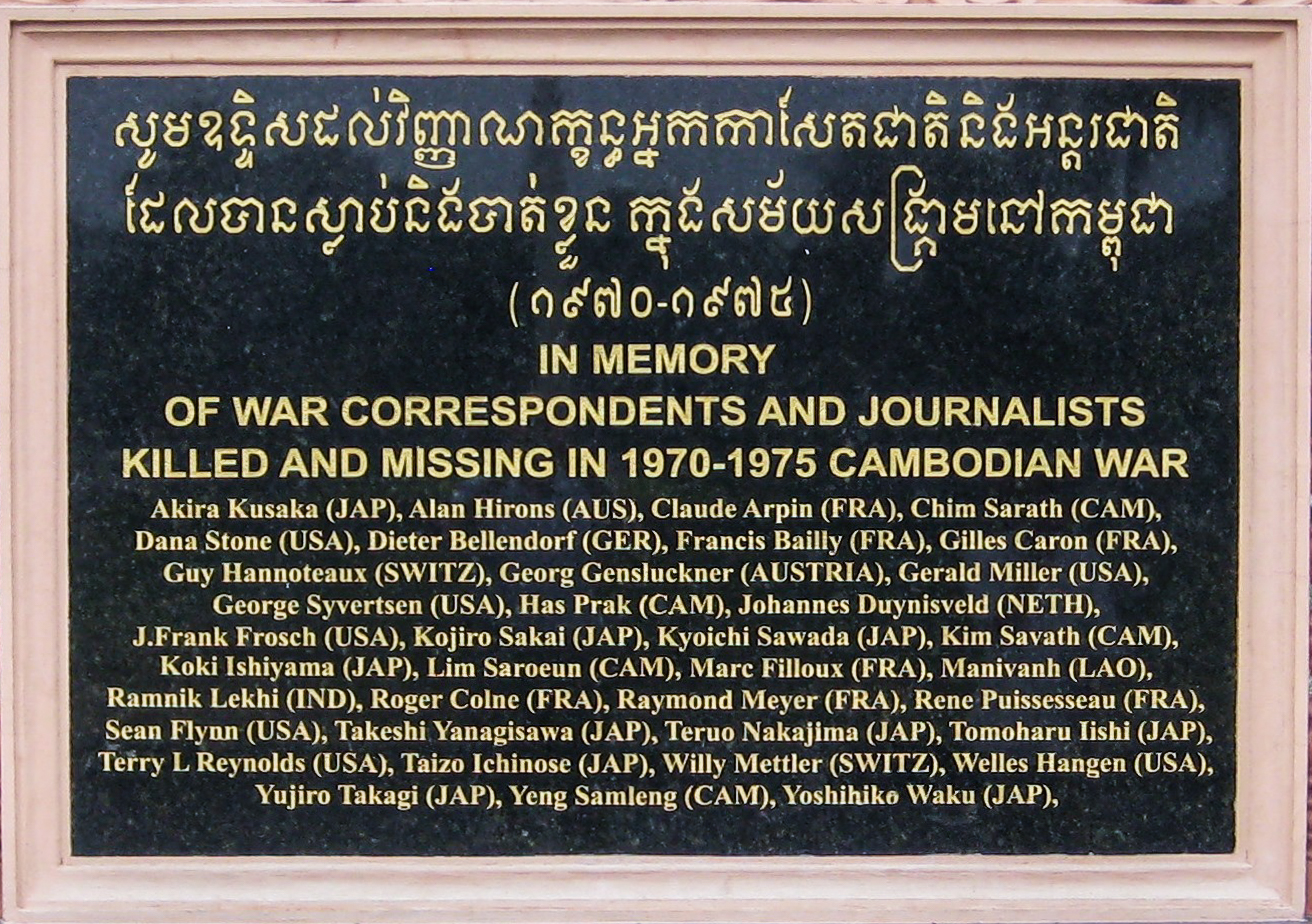
Mémorial érigé à Phnom Penh en 2013 à la mémoire de Marc Filloux et des journalistes tués au Cambodge entre 1970 et 1975.

Marc Filloux, 29 ans, est stringer pour l’AFP au Laos pendant la guerre du Vietnam. Le 10 avril 1974, il part de Vientiane, au Laos, avec sa compagne laotienne Manivanh pour tenter d’obtenir une interview des dirigeants Khmers rouges au Cambodge. Ils franchissent la frontière entre le Cambodge et le Laos à pied en suivant la route no 13 qui s’enfonce dans la province de Stung Treng, tenue par les Khmers rouges. Ils n’ont pas parcouru cinq kilomètres en territoire cambodgien lorsqu’ils sont arrêtés par les Khmers rouges qui publient le 3 juin suivant un communiqué annonçant l’arrestation de « deux espions américains dont l’un a été exécuté ». Malgré les recherches, on ne saura plus rien de Marc Filloux et de sa compagne.

### Paul Leandri –13 mars 1975(Vietnam)
Embauché à l’AFP en 1964 en Colombie, Paul Léandri, 38 ans, assure en mars 1975 l’intérim du chef de bureau à Saïgon. Le 12 mars, il publie une information qui prouve l’activité aux côtés des maquisards vietcong d’une organisation de « montagnards » qui était, selon les autorités sud-vietnamienne, ralliée au régime de Saïgon. Il est convoqué le 13 mars à la sûreté vietnamienne pour un interrogatoire sur sa source. Après avoir attendu un long moment, il décide de repartir, remonte dans sa voiture et démarre. Des policiers ouvrent le feu, la voiture s’écrase contre un mur. Paul Léandri est atteint d’une balle dans la tête et meurt sur le coup,.

### Bernard Cabanes –14 juin 1975(Paris)
Bernard Cabanes, 41 ans, est entré à l’AFP en 1961, au bureau d’Alger, après avoir été sous-lieutenant dans les Aurès (affecté au service de presse des armées) puis journaliste au quotidien Dernière Heure. Dans la nuit du 12 au 13 juin 1975, Bernard Cabanes est tué par une bombe déposée à la porte de son appartement. Selon toute vraisemblance, les auteurs de l’attentat ont voulu viser son homonyme, rédacteur en chef au Parisien libéré où un violent conflit du travail était en cours.

### Eloy Guevara Paez –1erdécembre 1989(Salvador)
Photographe de l’AFP au Salvador, Eloy Guevara Paez, 27 ans, de nationalité salvadorienne, a été tué d’une balle en pleine tête par un tireur non identifié, le 1er décembre 1989 à Soyapango,

### Lissy Schmidt –3 avril 1994(Kurdistan irakien)
Lissy Schmidt, 35 ans, qui est alors la seule journaliste étrangère à vivre en permanence dans le Kurdistan irakien autonome, et son garde du corps kurde irakien ont été tués le 3 avril 1994 par des inconnus, alors qu’ils circulaient en voiture à 30 km à l’est de la ville de Souleimanieh.

### Georges Bendrihem –6 octobre 1995(Tunisie)
Entré à l’AFP en 1962, Georges Bendrihem, « Ben » pour ses confrères, meurt le 6 octobre 1995 à 63 ans, des suites d’un accident de la route en Tunisie alors qu’il revenait d’un reportage sur un voyage officiel du président Jacques Chirac. C’est le président Chirac qui annonce lui-même à l’AFP la mort de Georges Bendrihem et organise le rapatriement de son corps.

### Mushtaq Ali –7 septembre 1995(Cachemire)
Mushtaq Ali, 30 ans, photographe de l’AFP à Srinagar (Cachemire), est mort le 7 septembre 1995, trois jours après avoir été grièvement blessé par un colis piégé destiné au correspondant local de la BBC Yousuf Jameel. Celui-ci avait commencé à ouvrir le colis mais il a été interrompu par un coup de téléphone et Mushtaq Ali a poursuivi cette tâche quand le colis a explosé,.

### Acquitté Kisembo –26 juin 2003(République démocratique du Congo)
Acquitté Kisembo, 28 ans, est enlevé par un groupe de miliciens alors qu’il interviewait des civils le 26 juin 2003 dans les environs de Bunia, dans la province de l’Ituri dans une zone sous contrôle de la Mission de l’Organisation des Nations unies pour la République démocratique du Congo (MONUC).

### Ali Astamirov –juillet 2003(Ingouchie)
Correspondant en Tchétchénie et Ingouchie, Ali Astamirov, 34 ans, a été enlevé le 4 juillet 2003 par des hommes armés près de Nazran (capitale de l’Ingouchie). Il couvrait pour l’AFP les évènements en Ingouchie et en Tchétchénie voisine, où les troupes russes sont entrées en octobre 1999. il a été déclaré mort en 2008.

### Deyda Hydara –16 décembre 2004(Gambie)
Cofondateur du journal The Point, réputé critique envers le pouvoir du président gambien Yahya Jammeh, Deyda Hydara, 58 ans, était le correspondant de l’AFP et de Reporters sans frontières dans son pays. Il a été tué par balles le 16 décembre 2004 à Banjul,.

### Paolo Cocco –5 mai 2005(Italie)
Paolo Cocco, 34 ans, photographe à Rome, est mort à la suite d’un accident de la circulation à moto survenu le 5 mai 2005 au retour d’un reportage après avoir couvert la première visite à Castel Gandolfo du pape Benoît XVI. Il avait commencé sa carrière à l’âge de quinze ans comme photographe amateur.

### Guerre d’Irak
Au cours de la guerre d'Irak, plusieurs collaborateurs de l’AFP ont été tués depuis 2005.
- Salah Jali al-Gharraoui, 48 ans, responsable administratif du bureau de Bagdad, a été enlevé le 4 avril 2006 par des hommes armés dans le centre de Bagdad alors qu’il regagnait son domicile. Il a été déclaré décédé en 2008[11].
- Marwan Malek, chauffeur du bureau de Bagdad, a été enlevé et assassiné en juillet 2007[3].
- Raed Jaffat, correspondant de l’AFP à Latifiya (en), a été tué d’une balle dans la tête le 24 mai 2005[12].

### Guerre en Syrie
De nombreux jeunes syriens, « citizen journalists » militants de l’opposition au régime de Bachar al-Assad ont été tués au cours de la guerre civile syrienne. Deux d’entre eux ont travaillé pour l’AFP.
- Mourhaf al-Modahi, 26 ans, alias « Abou Chouja » (le Courageux), pigiste photographe syrien, a été tué le 29 septembre 2013 dans un bombardement à Deir Ezzor[13].
- « Omar le Syrien », pseudonyme de Mazhar Tayyara, 24 ans, était pigiste vidéo. Il a été tué à Homs en février 2012 en portant secours aux victimes d’un bombardement[14].

### James Foley –août 2014(Syrie)
Le journaliste américain indépendant James Foley, 40 ans, correspondant de guerre, a été le premier otage occidental décapité par le groupe « État islamique » en Syrie. La vidéo de son exécution a été diffusée le 19 août 2014.

### Sardar Ahmad –20 mars 2014(Afghanistan)
Sardar Ahmad, 40 ans, journaliste au bureau de Kaboul, a été tué le 20 mars 2014 avec sa femme et deux de ses trois enfants dans un attentat attribué aux talibans, perpétré dans un hôtel de la capitale afghane. Il était l’un des piliers du bureau de Kaboul.

### Abdullah Al-Qadry –13 avril 2018(Yémen)
Abdullah Al-Qadry, vidéaste âgé d’une trentaine d’années, qui travaillait pour la chaîne de télévision Belqees et collaborait avec l’AFP, est tué le 13 avril 2018, au cours d’un bombardement dans le centre du pays, attribué par une source de sécurité yéménite aux rebelles Houthis. Il a succombé à une grave blessure au cou. Il était marié depuis un an et avait un enfant,.

### Shah Marai –30 avril 2018(Afghanistan)
Shah Marai, 41 ans, photojournaliste afghan, chef du service photo du bureau de l’AFP à Kaboul, pour laquelle il travaille depuis 1996. Il est assassiné le 30 avril 2018 par un double attentat à la bombe — au cours duquel au moins vingt-cinq personnes sont tuées, dont huit autres journalistes,,. L’attentat est revendiqué par l’État islamique et la police afghane estime que la seconde explosion visait la presse.

### Arman Soldin –9 mai 2023(Ukraine)
Arman Soldin, 32 ans, né à Sarajevo. Journaliste reporter d’images franco-bosniaque, il est entré à l’AFP Rome en 2015 puis avait travaillé au bureau de Londres. Présent en Ukraine depuis le début de l’Invasion du pays par la Russie en février 2022, il devient coordinateur vidéo de l’AFP en septembre 2022. Il a été tué le 9 mai 2023 dans les environs de Tchassiv Iar, localité à proximité de Bakhmout, en Ukraine, lors d’une attaque de roquettes Grad utilisées quotidiennement par les forces russes.